# Jeric Gonzales
Jeric Gonzales (nacido el 7 de agosto de 1992 en la ciudad de Calamba, La Laguna es un actor, cantante, músico, presentador de televisión y modelo filipino. Se hizo conocer como uno de las ganadores de la segunda temporada de un programa de telerrealidad llamado, Protégé, un programa de televisión creado por la Red Televisiva de GMA. Jeric ha realizado una actuación de apertura para el cantante David Pomeranz en su último concierto realizado en Manila. Luego se unió a "Laguna Ginoong" en el 2012 y fue declarado como el segundo finalista. Alden Richards también se unió a dicho concurso en el  2010, donde fue declarado ganador.

## Carrera
Jeric se graduó en la carrera de enfermería del Colegio de Médicos de Calamba en Parián, aunque ha decidido postergar temporalmente sus exámenes de la junta, para dedicarse al mundo del espectáculo. La familia de Jeric es originaria del sur de la isla de Luzón, más adelante decidió competir en un reality show, mediante un programa televisivo llamado "Protégé", difundida por la red GMA. Su tutora de la competencia fue la actriz Gina Alajar, quien le permitió a ingresar a la audición y conseguir un pase a este concurso de canto. Con el tiempo, Jeric fue elegido como uno de los protegidos oficiales de Gina Alajar.
Por algunas dificultados ocurridos en el programa, Gina decide reemplazar a Jeric por la cantante Thea Tolentino, quien más adelante permaneció bajo su guía. Aunque Jolina Magdangal, eligió a Jeric como su nuevo protegido.
Jeric tras interpretar la mayor parte de sus canciones en una noche de gala en el concurso, su mayor rendimiento fue cuando interpretó una canción titulada "Mad World", perteneciente a Tears for Fears. De tres de cada cuatro jueces eligieron a Jeric, como el mejor concursante e intérprete masculino de la noche.
Al final de la competencia, Jeric fue declarado como el "Ultimate Male Protégé" por el anfitrión de televisión, Dingdong Dantés. Aunque por la contraparte femenina de jeric, era superar a su compatriota, Thea Tolentino, también de originaria de Calamba.

## Filmografía

### Televisión
| Año       | Titulo                                          | Personaje                  | Canal       |
| 2016      | Once Again                                      | Jared Sanchez              | GMA Network |
| 2016      | Magpakailanman: Multo Ni Ella                   | Elmer                      | GMA Network |
| 2015      | Magpakailanman: Bingit ng Buhay                 | Ryan                       | GMA Network |
| 2015      | Karelasyon: Apartment                           | James                      | GMA Network |
| 2015      | Magpakailanman: Asawa ni Mister, Kabit ni Misis | Junell                     | GMA Network |
| 2015      | Destiny Rose                                    | Vince                      | GMA Network |
| 2015      | Wish Ko Lang                                    | Jeremy                     | GMA Network |
| 2015      | Alamat                                          | Pedro (voice)              | GMA Network |
| 2015      | Magpakailanman: 8Gay Pride                      | Christine Tubato           | GMA Network |
| 2015      | Karelasyon: Kambal                              | TJ                         | GMA Network |
| 2015      | Magpakailanman: Ang Masuwerteng Pinay sa Brunei | young Mar                  | GMA Network |
| 2015      | Wagas: Lala and Ronnie Love Story               | Ronnie                     | GMA News TV |
| 2015      | Pari 'Koy                                       | Eli Marasigan              | GMA Network |
| 2014      | Wagas: Lydia and Pongol Love Story              | Pongol                     | GMA News TV |
| 2014/2015 | Strawberry Lane                                 | George Bustamante          | GMA Network |
| 2014      | Paraiso Ko'y Ikaw                               | young Edward               | GMA Network |
| 2013      | Maynila: Recipe for Love                        | Elmo                       | GMA Network |
| 2013      | Maynila: Hate You, Love You                     | Mauro                      | GMA Network |
| 2013      | Pyra: Ang Babaeng Apoy                          | Jeffrey Calida             | GMA Network |
| 2013      | Magpakailanman: Flowers of Hope                 | Adolescent Rolando Niangar | GMA Network |
| 2013      | Love and Lies                                   | Ryan Alcantara             | GMA Network |
| 2013      | Pepito Manaloto: Ang Tunay na Kuwento           | Jimmy                      | GMA Network |
| 2012/2013 | Party Pilipinas                                 | Himself/Performer          | GMA Network |
| 2012      | Teen Gen                                        | Santiago "Tiago" Torres    | GMA Network |
| 2012      | Protégé: The Battle For The Big Artista Break   | Himself/Winner             | GMA Network |

### Películas
| Año  | Titulo   | Personaje |
| 2014 | Dementia | Vincent   |
| 2014 | Hustisya | Michael   |

## Discografía
- Maybe It's You (3logy)
- Gusto Kita (3logy)
- Pwede Ba (3logy)